# Herman Kramer
Herman Julius Kramer, född den 3 augusti 1828 i Mora socken, Kopparbergs län, död den 12 november 1899 i Piteå, var en svensk jurist. Han var far till Ingemar Kramer
Kramer blev häradshövding i Piteå domsaga 1877. Han blev riddare av Nordstjärneorden 1887. Kramer vilar på Piteå kyrkogård.